# Ticket de caisse
Pour les articles homonymes, voir Ticket et Addition.

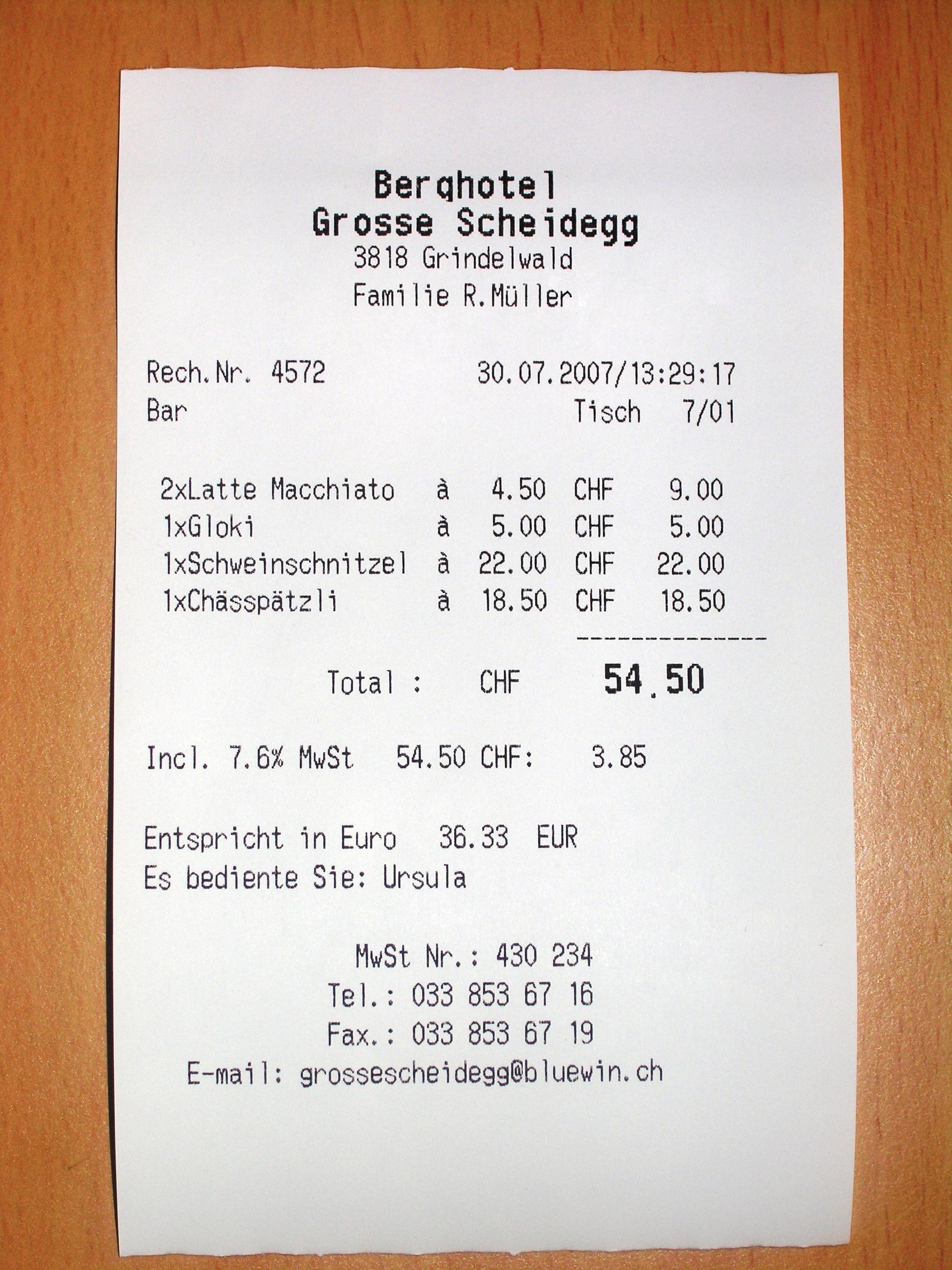
Un ticket de caisse dans un restaurant suisse.

Un ticket de caisse (facture et reçu au Canada) est un reçu que les commerces de détail remettent à chacun de leurs clients sous la forme d'une bande de papier imprimée par la caisse enregistreuse, sur laquelle figure le récapitulatif de leurs achats et le montant qu'ils ont réglé. Des tickets de caisse sont également délivrés dans les restaurants et les débits de boisson sous le nom d'addition, et dans les banques et les guichets automatiques pour notifier les transactions. 
Parfois, dans le cas de transactions irrégulières, ou en l'absence de terminal (en cas de panne ou dans les commerces n'ayant pas les moyens d'acheter ce matériel), les tickets peuvent être rédigés à la main.
Il s'agit d'une preuve d'achat (mais pas d'une facture, du moins en France). Sa présentation est ainsi requise dans le cadre, par exemple, de l'échange ou de la reprise d'un produit. Lorsque le produit est acheté pour être offert, il est nécessaire, pour que la personne recevant le cadeau puisse le rapporter en cas de problème, de lui fournir le ticket de caisse ; cependant, le fait que le prix d'achat figure sur ce ticket est délicat, si bien que certains commerces proposent des tickets de caisse spécialement prévus à cet effet, sur lesquels le prix ne figure pas ; en général, le moyen d'authentifier un éventuel retour est un code-barres inscrit sur le ticket, qui permet au commerçant de retrouver les informations concernant la transaction dans une base de données.
Les différentes informations pouvant figurer sur un ticket de caisse sont :
- la liste des achats, présentée sous forme de colonnes : nom de chaque produit, prix unitaire, et nombre d'unités s'il y en a plusieurs ;
- le montant total ;
- les éventuelles promotions appliquées ;
- le pourcentage et le montant des taxes, ainsi que du service dans le cas d'un restaurant ;
- le nom du commerce, ses coordonnées (adresse postale et électronique, numéro de téléphone et de télécopie, site Web, etc.), ainsi que ses horaires d'ouverture ;
- la date et l'heure de l'achat ;
- le numéro de table dans un restaurant ;
- l'identité ou un code identifiant le caissier ou le vendeur (ou le serveur dans un restaurant) ;
- le moyen de paiement choisi par le client ;
- dans le cas d'un règlement en espèces, le montant présenté par le client et la monnaie qui lui a été rendue ; ce n'est pas le cas lorsque le caissier rend la monnaie en comptant de tête. (régulièrement le cas dans les épicerie, boucherie boulangerie, station-service...)
- un numéro de transaction ;
- un message quelconque, tel que de la publicité ou l'annonce d'une opération promotionnelle (avec éventuellement un coupon ou un code promotionnel), ou des détails relatifs à la garantie ou au service après-vente ;
- un code secret permettant d'activer le digicode limitant l'accès aux toilettes, dans certains établissements de restauration rapide.

Les tickets de caisse sont généralement monochromes, mais avec les progrès technologiques, certains sont imprimés en couleurs et sur les deux faces.
Le système informatique des caisses peut être connecté au dispositif de vidéosurveillance, de sorte que lorsqu'un client passe en caisse, le ticket de caisse correspondant soit incrusté, en direct, dans les images qui en sont retransmises au poste de sécurité, afin de permettre aux agents de contrôler que tout correspond et que rien n'a été volé[réf. nécessaire].

## Législation
En France, l'arrêté no 83-50/A  dispose que « toute prestation de service doit faire l'objet, dès qu'elle a été rendue et en tout état de cause avant paiement du prix, de la délivrance d'une note lorsque le prix de la prestation est supérieur ou égal à 25 € (TVA comprise).
Pour les prestations de service dont le prix est inférieur à 25 € (TVA comprise), la délivrance d'une note est facultative, mais celle-ci doit être remise au client s'il la demande ».

### Loi AGEC
La loi AGEC, aussi connue sous le nom de loi anti-gaspillage et économie circulaire impose aux commerçants à partir du premier Janvier 2023 de ne plus imprimer systématiquement le ticket de caisse. Le client se verra donc obligé de demander explicitement l'impression de ce dernier.

## Environnement
La plupart des tickets de caisse n'utilisent pas d'encre extérieure pour être imprimés. C'est le papier lui-même qui la contient, comme dans le papier thermique. En chauffant le papier, celui-ci devient noir. Il suffit alors de chauffer les zones choisies avec des têtes d'écriture thermique pour « imprimer » le ticket.
La plupart des tickets contiennent du bisphénol A (mais certains fournisseurs proposent des tickets sans bisphénol et écocertifiés FSC). En 2011, il a été envisagé d'interdire le bisphénol A (BPA) qui est un perturbateur endocrinien pouvant traverser la peau et polluer les eaux de pulpeurs de papeteries chargées du recyclage des vieux papiers (jusqu'à 440 mg/L d'eau de relarguage pour les papiers thermiques. On y retrouve aussi du M-terphényle, 4-benzylbiphenyl, du 1,2-bis (3-méthylphénoxy) éthane et du benzyle 2-naphtyl éther, quatre produits calori-sensibles utilisés dans ces papiers spéciaux. Certains supermarchés ont commencé à le remplacer par du bisphénol S (BPS), ce qui n'est pas forcément une bonne solution selon Gérard Bapt (médecin et président du groupe « Santé environnementale » de l'Assemblée nationale) qui rappelle que ce bisphénol de remplacement n'a pas fait l'objet d'études suffisantes pour garantir son innocuité hormonale, et que deux études japonaises (2005, 2006) montraient que le BPS est également « un perturbateur endocrinien », moins que le BPA, mais qui se dégrade « beaucoup plus lentement que le BPA dans les milieux aquatiques » et très mal dans l'eau de mer où les fleuves l'amènent. M. Bapt estime que par précaution, les caissières susceptibles d'être enceintes ne devraient pas manipuler les tickets de caisse.
Le 19 mai 2011, le Sénat de Belgique propose de l'interdire dans les tickets de caisse et les reçus de carte de crédit. Le 1er janvier 2013, le bisphénol A est interdit en Belgique pour les contenants alimentaires destinés aux enfants en bas âge. Il est notamment remplacé par le bisphénol S (BPS) et le bisphénol F, également perturbateurs endocriniens.